# Axel Schandorff
Axel Schandorff (né le 3 mars 1925 à Copenhague et mort le 28 janvier 2016 dans la même ville) est un coureur cycliste danois. Vice-champion du monde amateurs de vitesse en 1946 et 1948, il obtient la médaille de bronze de cette discipline aux Jeux olympiques de 1948 à Londres. Il est professionnel de 1950 à 1955. Il est neuf fois champion du Danemark de vitesse chez les amateurs et les professionnels de 1946 à 1954. Il est le père de la danseuse Silja Schandorff (da).

## Palmarès

### Jeux olympiques
- Londres 1948
  -  Médaillé de bronze de la vitesse
  - 5e du kilomètre

### Championnats du monde
- Zurich 1946
  -  Médaillé d'argent de la vitesse amateurs
- Amsterdam 1948
  -  Médaillé d'argent de la vitesse amateurs

### Championnats nationaux
- Champion du Danemark de vitesse amateur en 1946, 1947, 1948, 1949
- Champion du Danemark de vitesse professionnel en 1950, 1951, 1952, 1953, 1954